# Józef Kac
Józef Kac (zm. 1591) – wybitny talmudysta, autor responsów Szejrit Josef (Pozostałość Józefa) i wartościowych komentarzy  do prac talmudycznych innych autorów. W latach 1576-91 był rektorem krakowskiej uczelni rabinackiej. Zmarł w 1591 i został pochowany na cmentarzu Remuh. Nagrobek znajduje się wśród nagrobków rodziny Isserlesów, ponieważ zmarły był szwagrem rabina Mojżesza Isserlesa, który po śmierci swej pierwszej żony ożenił się z siostrą Józefa. Nagrobek ma formę sarkofagową, płyta czołowa została wykonana zastępczo po 1945.